# Aeroportul Rio Claro
Aeroportul Rio Claro (IATA: QIQ, ICAO: SDRK) este un aeroport din São Paulo, Brazilia ce deservește zona Rio Claro. A fost numit după Rio Claro⁠(d).
Situat la o altitudine de 600 m, aeroportul dispune de 1 pistă.

## Infrastructură

### Piste
Aeroportul dispune de o singură pistă. Pista 3/21 are suprafața de loam[*] și dimensiunile 1.100 m × 40 m. 